# Droga wojewódzka nr 458
Droga wojewódzka nr 458 (DW458) – droga wojewódzka o długości 31 km, leżąca na obszarze województwa opolskiego. Trasa ta łączy Obórki z Popielowem a także z DK94. Droga leży na terenie  powiatu brzeskiego i opolskiego. 

## Miejscowości leżące przy trasie DW458
Województwo opolskie
 Powiat brzeski
- Obórki
- Jankowice Wielkie
- Czeska Wieś
- Michałów
- Ptakowice
- Kantorowice
- Lewin Brzeski
- Skorogoszcz (DK94)

 Powiat opolski
- Popielów